# 黄启汉
黄启汉（1912年—2004年1月20日），曾用名伯欧，男，壮族，广西德保人，中国政治人物，曾任中国国民党革命委员会中央委员会常务委员，广西壮族自治区政协副主席，第二、三、四、五、六、七届全国政协委员。